# Răng khôn
Răng khôn là răng nằm phía trong cùng của hai hàm răng của người trưởng thành.

## Mô tả
Răng khôn (răng số 8 hay răng hàm lớn thứ ba) là răng mọc cuối cùng, thông thường ở người trong độ tuổi từ 17 đến 25. Răng khôn gây nhiều tranh cãi bởi chức năng của nó chưa rõ ràng trong khi lại gây ra nhiều phiền toái. Giới nha khoa vẫn chưa thực sự thống nhất về việc nên giữ hay nhổ nó.
Trong quá trình vài triệu năm tiến hóa của loài người từ vượn sang vượn người rồi sang người, xương hàm của con người bé dần. Phần lớn hàm chỉ đủ chỗ cho 28 răng, 14 răng hàm trên và 14 răng hàm dưới.
Nhưng thực tế là ta có tới 32 răng vì thêm 4 răng khôn, 2 ở hàm trên và 2 ở hàm dưới và mọc sau cùng. Phiền toái xảy ra khi chúng không đủ chỗ để mọc theo hướng bình thường mà tự tìm đường khác, ví dụ như mọc ngược về phía xương hàm hoặc đâm thẳng về phía răng hàm lớn thứ hai ở bên cạnh. Chúng có thể mọc bình thường, nhú lên khỏi lợi được một phần thì bị tắc và ngừng lại vĩnh viễn.

## Trường hợp cần nhổ răng
- Biến chứng với nam giới: mọc lệch, dắt thức ăn, túi viêm quanh răng, sưng đau nhiều lần khi mọc.
- Có nguy cơ biến chứng với nữ giới: do phụ nữ sinh nở nên khi thấy có nguy cơ sưng đau, bác sĩ khuyên bệnh nhân nên nhổ. (Dù trước khi nhổ, bệnh nhân chưa có sưng đau lần nào)

## Ảnh hưởng
Khi răng khôn gây ra hoặc có xu hướng gây ra tác hại đối với răng, lợi và xương ở xung quanh thì cần nhổ. Các ảnh hưởng:
- Sâu răng: Do răng khôn ở trong cùng của hàm nên rất khó vệ sinh, thức ăn và vi khuẩn dễ dàng tích tụ, đặc biệt là ở những răng chỉ mọc lên được một phần hoặc mọc lệch, đâm vào răng bên cạnh. Sự tích tụ này lâu ngày gây sâu răng. Đau đớn và nhiễm trùng có thể xảy ra.
- Viêm lợi: Sự tích tụ của thức ăn và vi khuẩn ở răng khôn gây ra viêm nhiễm vùng lợi xung quanh, dẫn đến triệu chứng: sưng, đau, hôi miệng và đôi khi cứng hàm (bệnh nhân không thể mở miệng to được). Bệnh viêm lợi này tái phát nhiều lần chừng nào răng khôn chưa được chữa trị, và càng ở những lần tái phát sau mức độ nguy hiểm càng cao.
- Huỷ hoại xương và răng xung quanh: Khi răng khôn mọc đâm sang răng bên cạnh, nó sẽ làm răng đó bị tiêu huỷ, lung lay, nhiều khi gây sâu răng, và cuối cùng là rụng răng. Triệu chứng sớm của việc mọc lệch này là những cơn đau âm ỉ ở khu vực đó.
- Trong một số trường hợp khi những bất thường của răng khôn không được chữa trị kịp thời, nhiễm trùng lây lan sang các khu vực xung quanh như mang tai, má, mắt, cổ... gây nguy hiểm đến tính mạng.